# 1332

## Události
- 18. února – Amda Sion I., etiopský císař, započal své tažení proti jižním muslimským provinciím (možné již roku 1329).
- 13. března – bitva u rakouského Mailberku, v níž bylo poraženo české vojsko pod vedením Jindřicha II. z Lipé
- 13. července – vídeňský mír, Jan Lucemburský je nucen odstoupit některé své zástavy měst v Dolním Rakousku
- 10. srpna – 11. srpna – Bitva u Dupplin Mooru: Balliolští povstalci a Angličané porazili loajalisty Davida II. ve Skotsku.
- 7. listopadu – Lucern vstoupil do švýcarské konfederace s kantonem Uri, Schwyz, a Unterwalden.
- 16. prosince – Bitva u Annanu: loajalisté Davida II. porazil Eduarda Balliola v Skotsku.
- Chebsko připojeno k Českému království jako odměna za pomoc Ludvíku Bavorskému v boji o římský trůn

## Narození
- 27. května – Ibn Chaldún, arabský učenec († 17. března 1406)
- 6. června – Alžběta z Burgh, hraběnka z Ulsteru a vévodkyně z Clarence († 10. prosince 1363)
- 8. června – Cangrande II. della Scala, pán Verony († 1359)
- 18. června – Jan V. Palaiologos, byzantský císař († 1391)
- 20. srpna – Štěpán z Anjou, vévoda slavonský, chorvatský, dalmátský a transylvánský († 9. srpna 1354)
- 10. října – král Karel II., navarrský král († 1387)
- ? – Císařovna Ma, čínská císařovna říše Ming († 17. září 1382)
- ? – Isabela Anglická, vévodkyně z Bedfordu a hraběnka ze Soissons († 1379)
- ? – Pero López de Ayala, kastilský státník, historik, básník, kronikář a kancléř († 1407)
- ? – Sü Ta, čínský generál, jeden ze zakladatelů říše Ming († 1385)
- ? – Andrea Vanni, malíř († asi 1414)
- ? – Theodora Hatun, pátá manželka osmanského sultána Orhana I. († 1381)

## Úmrtí
- 13. února – Andronikos II. Palaiologos, byzantský císař (* 25. března 1259)
- 13. března – Theodor Metochites, byzantský státník, spisovatel, učenec a patron umělců (* 1270)
- 16. června – Adam de Brome, zakladatel koleje Oriel College v Oxfordu (* ?)
- 20. července – Thomas Randolph, 1. earl z Moray, skotský regent (* ?)
- 2. srpna – Kryštof II. Dánský, dánský král (* 29. září 1276)
- 11. srpna v bitvě u Dupplin Mooru
  - Domhnall II., skotský šlechtic a regent (* okolo 1302)
  - Sir Robert Keith, skotský rytíř, diplomat a maršál (* ?)
  - Thomas Randolph, 2. earl z Moray, skotský šlechtic a armádní velitel (* ?)
- 2. září – Tug Temür, císař říše Jüan a veliký chán mongolské říše (* 16. února 1304)
- 14. prosince – Rinčinbal, císař říše Jüan a veliký chán mongolské říše (* 1. května 1326)
- 23. prosince – Filip I. Tarantský, albánský král (* 10. listopadu 1278)

## Hlava státu
- České království – Jan Lucemburský
- Svatá říše římská – Ludvík IV. Bavor
- Papež – Jan XXII.
- Švédské království – Magnus II. Eriksson
- Norské království – Magnus VII. Eriksson
- Dánské království – Kryštof II. Dánský (po jeho smrti počátek 8 let bezvládí)
- Anglické království – Eduard III.
- Francouzské království – Filip VI. Valois
- Aragonské království – Alfons IV. Dobrý
- Kastilské království – Alfons XI. Kastilský
- Portugalské království – Alfons IV. Statečný
- Polské království – Vladislav I. Lokýtek
- Uherské království – Karel I. Robert
- Byzantská říše – Andronikos III. Palaiologos
- Osmanská říše – Orhan I.